# Vanguard (vettore)

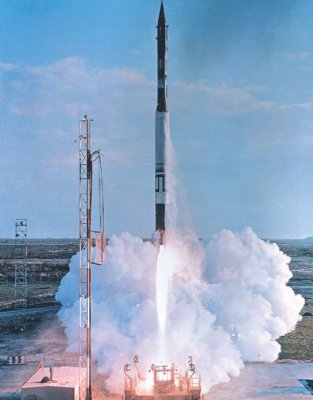
Lancio di un razzo Vanguard

Il razzo Vanguard fu usato nell'ambito del progetto Vanguard dal 1957 al 1959. Doveva mettere in orbita il primo satellite artificiale USA ma il lancio (effettuato il 6 dicembre 1957) fallì e così il primo satellite statunitense divenne l'Explorer 1, lanciato il 31 gennaio 1958. Con il razzo Vanguard venne invece messo in orbita il secondo satellite americano, il Vanguard 1, lanciato il 17 marzo 1958. Il razzo Vanguard venne progettato dal Naval Research Laboratory (NRL). Era un razzo a tre stadi, con una lunghezza di 23 metri e un diametro di 1,14 metri, capace di lanciare in orbita un carico di 9 kg. I primi due stadi erano alimentati da propellente liquido, il terzo da propellente solido. In particolare, il primo stadio usava ossigeno liquido e cherosene, il secondo stadio acido nitrico e dimetilidrazina asimmetrica (UDMH). Con il razzo Vanguard vennero effettuati 12 lanci, ma solo tre ebbero successo e misero in orbita i satelliti Vanguard 1, Vanguard 2 e Vanguard 3.